# The Body (Into the Dark)
«The Body» —en español: «El cuerpo»—  es el primer episodio de la primera temporada de la serie de televisión web de antología de terror estadounidense Into the Dark que se emitió en los Estados Unidos el 5 de octubre de 2018 en Hulu. El episodio fue dirigido por Paul Davis a partir de un guion que escribió junto con Paul Fischer y que está protagonizado por Tom Bateman, Rebecca Rittenhouse, Aurora Perrineau, David Hull y Ray Santiago.

## Trama
El sicario profesional Wilkes (Tom Bateman) acaba de terminar de asesinar a un hombre famoso que nunca ha sido nombrado en su lujoso apartamento. Bebiendo un vaso de vino del hombre muerto y probando su casu marzu, Wilkes llama a su jefe para hacerle saber que ha terminado el trabajo. Lo único que queda es sacar el cuerpo. Wilkes lo envuelve como una momia y lo arrastra por el vestíbulo del hotel hasta la calle, siendo visto por varias personas, pero ellos asumen que todo es parte de su disfraz de Halloween.
En las calles de la ciudad, Wilkes se topa con tres jóvenes que se dirigen a una fiesta: Alan Morgan Adams («de los Morgan Adamses de Massachusetts») (David Hull), Dorothy (Aurora Perrineau) y Nick (Harvey Guillén). Pensando que su disfraz es genial, le piden que se una a ellos, y él acepta la oferta solo para alejarse de la policía, que está cerca investigando el vandalismo de los coches aparcados.
La fiesta en sí es una elaborada fiesta de disfraces de Halloween que se llevaba a cabo en una mansión y es organizada por Jack Baker (Ray Santiago) del fondo fiduciario. Wilkes arrastra el cadáver envuelto y atrae el interés de los fiesteros que creen que es un accesorio. Durante la fiesta, el silencioso Wilkes no intenta ocultar quién es, sino que confía en que todos acepten que se trata de un acto de Halloween. Maggie (Rebecca Rittenhouse), una empleada de Jack que se viste de María Antonieta, le habla. El acepta llevarla a casa para que se vaya de la fiesta.
Sin embargo, su salida se ve frenada por los chicos que finalmente descubren que el cadáver es real (y que aún estaba vivo hasta que Jack lo pateó). Tras esta revelación, Wilkes mata a Nick lanzándole una navaja y promete matar a los demás. Pero Jack engaña a Maggie para que abra un cajón con una trampa, y la distracción permite que Jack, Alan y Dorothy escapen con el cadáver (Alan cree que habrá una recompensa), mientras que Wilkes y Maggie quedan encerrados. Jack localiza a un oficial de policía (Max Adler) y lo lleva ante el cadáver en un estacionamiento.
Maggie se queda con Wilkes y, curiosamente fascinada con él, le ofrece una ayuda (aunque repetidamente le dice «no hay un nosotros»). Escapan del cuarto de Jack y persiguen al trío con el cuerpo. Esto lleva a Wilkes a cortarle la garganta al policía. La persecución continúa por las calles, con Maggie usando sus habilidades tecnológicas para rastrear al trío y culparlos por el asesinato del policía. Discutiendo cada vez más entre sí, Jack, Alan y Dorothy se proponen destruir el cuerpo, primero probando el ácido y luego llevándolo a un cremador en una funeraria.
La persecución lleva a ambos grupos a través de un cementerio, donde Wilkes y Maggie se besan antes de apuñalarla y dejarla morir. Por su cuenta, Wilkes alcanza al trío en la funeraria. Mata a un guardia de seguridad y luego a Jack, que se ha separado de los otros escondiendose en un ataúd. Dorothy y Alan tienen el cuerpo en la sala de cremación y están esperando que el horno se caliente. Cuando Wilkes llega, intentan dispararle y estrangularle, pero fracasan. Wilkes mata a Alan, luego Dorothy se dispara accidentalmente cuando una bala dirigida hacia Wilkers rebota extrañamente en una frágil bandeja de metal y la golpea en la mitad de la frente.
Wilkes finalmente recupera el cuerpo y llama a su jefe para informarle que todo está en orden. Sin embargo, mientras está al teléfono, Maggie le dispara, quien ha sobrevivido al apuñalamiento, luego, utiliza una cinta policial encontrada cerca para envolver el cuerpo de Wilkes y lo arrastra hasta un contenedor. En el camino, pasa por delante de un grupo de personas y les dice que todo es parte de su disfraz de Halloween. «Sorprendente», responde una de ellas.

## Reparto
- Tom Bateman como Wilkes
- Rebecca Rittenhouse como Maggie
- Aurora Perrineau como Dorothy
- David Hull como Allan Morgan Adams
- Ray Santiago como Jack Baker
- Harvey Guillén como Nick
- Max Adler como el Oficial Freer

## Producción

### Desarrollo
El 2 de mayo de 2018, se anunció que la serie se titulaba Into the Dark y se estrenaría el 5 de octubre de 2018 con un episodio titulado «The Body», dirigido por Paul Davis, quien coescribió el guion con Paul Fischer. Davis y Fischer fueron anunciados como productores y Alexa Faigen como productora ejecutiva.

### Casting
Simultáneamente con el anuncio del estreno de la serie, se confirmó que Tom Bateman, Rebecca Rittenhouse, Aurora Perrineau, David Hull y Ray Santiago protagonizarían el episodio.

## Lanzamiento

### Marketing
El 13 de septiembre de 2018 se lanzó el primer tráiler de «The Body». El 1 de octubre de 2018, se lanzó un segundo tráiler del episodio.

### Estreno
El 21 de septiembre de 2018, Into the Dark celebró su estreno mundial durante el festival anual Festival de Cine de  Los Ángeles Los Ángeles, California con la proyección de «The Body» en el Writers Guild Theater.

### Distribución
El episodio fue estrenado en España el 8 de diciembre de 2018 en HBO España. En Latinoamérica fue estrenado el 31 de octubre de 2019 en Space.

## Recepción
El episodio fue recibido con una respuesta mixta de la crítica en el momento de su estreno. En Rotten Tomatoes, el episodio tiene un índice de aprobación del 50% basado en 18 críticas, con una calificación promedio de 5.44/10. El consenso crítico del sitio dice: «Con su inteligente mezcla de habilidades cómicas y horribles emociones, The Body inicialmente intriga, pero sus delgadas tramas y sus personajes de stock no llenan suficientemente el tiempo de ejecución de la película».
En una crítica positiva, Kevin Yeoman de Screen Rant elogió el primer episodio diciendo: «El paso es rápido, la acción es sangrienta y bien coreografiada, especialmente el enfrentamiento en la funeraria y los personajes (es decir, las víctimas), tienen el tipo correcto de personalidades que los hacen sentir cercanos y un tanto agradables, pero verlos ser escogidos uno por uno sigue siendo muy divertido». En una crítica mixta, Daniel D'Addrario de Variety criticó la serie, calificando el estreno como «no bueno», y analizando la actuación, la excesiva dependencia de la sangre, y el ineficaz final de giro.
En una crítica abiertamente negativa, Jacob Oller de Paste le dio a «The Body» una puntuación de 3.7/10 afirmando: «El problema fundamental es que se ha entablado un diálogo sobreescrito para compensar la premisa simple, inteligente, pero suscrita, de comerse el tiempo. Todo se suma al aburrimiento cuando los escenarios potenciales que salen de dicha premisa o de los escenarios no son explorados». En otra crítica desfavorable, Lorraine Ali de The Los Angeles Times se refirió a la serie como más «fría que escalofriante» y afirmó que el primer episodio «rápidamente pasa de espeluznante a irritante gracias a los 80 largos minutos que hay que llenar, una trama con pocas sorpresas y una historia de amor desbordada con el horror de las películas de serie B». En otro editorial adverso, Haleigh Foutch de Collider fue igualmente crítica al decir, «la ejecución deja mucho que desear en el primer episodio, The Body, que lucha por merecer su larga duración, no proporciona un sentido de personalidad para la serie».